# 2006年10月の低気圧
2006年10月の低気圧（2006ねん10がつのていきあつ）は、近畿から北海道にかけて暴風・大雨による甚大な被害をもたらした。全国で死者・行方不明者が50名となり、秋の温帯低気圧によるものとしては異例ともいえるほど大規模な気象災害となった。

## 概要
台風16号の接近に伴い本州の南岸に停滞した前線の活動が10月4日ごろから活発となった。また、5日12時に四国沖で前線上に発生した低気圧が6日に急速に発達しながら本州の南岸を進み、さらに発達しながら7日には三陸沖、8日には北海道の東方海上に進んだ。
この急速に発達した低気圧が本州の太平洋沿岸を北上したため、関東地方から北海道にかけての太平洋側で最大風速25m/sを超える暴風となり、宮城県女川町江ノ島では、7日7時30分に観測史上最大となる最大風速30m/sを観測し、海上では9mを超える猛烈なしけとなった。
また、近畿・関東・東北地方の太平洋側および北海道のオホーツク海側などで降り始めからの総雨量が250mmを超える大雨となった。特に、北海道網走支庁の一部では総雨量が10月の月間平均雨量の4倍を超える大雨となった。
この暴風雨により、死者1名、負傷者43名、住家全壊1棟、住家半壊18棟、住家一部破損978棟、床上浸水293棟、床下浸水1,004棟などの被害が発生した。
土砂災害については、土石流1件、地すべり2件、がけ崩れ34件が発生した。
河川については、網走川など8水系8河川で氾濫危険水位（危険水位）を超えたほか、15水系20河川で氾濫注意水位（警戒水位）を超え、各地で浸水被害等が発生した。
ライフライン関係においては、北海道、東北電力管内で延べ約150,000戸が停電となったほか、上水道については北海道等で8,056戸が断水した。
道路については、高速自動車国道、一般国道、都道府県道、有料道路等448区間で通行規制が行われた。鉄道については、全国各路線で雨量規制等のために運休が発生した。航空については、成田国際空港において78便が着陸できなくなる（開港以来最多）などした。
公共土木施設では、河川1,378か所、海岸124か所、砂防施設等11か所、道路（橋梁を含む）603か所、港湾30か所、公園5か所に被害が発生した。
農林水産関係では、農地940か所、農業用施設等1,171か所、林地荒廃等222か所、林道施設等722か所、森林被害6,971ha、漁港施設等155か所等で被害が発生した。
なお、この低気圧に伴い、海上では船舶の座礁や転覆が相次いで発生し、海上における事故により、死者19名、行方不明者14名の被害が発生したほか（詳細は後述）、低気圧の後ろ側に流れ込む寒気の影響で、長野県・岐阜県では山岳遭難が発生した（詳細は後述）。
また、茨城県などの沿岸では高潮が発生した。その後の調査で、低気圧によるエクマン輸送に伴う特異な高潮が発生していたことがわかった。

## 激甚災害
この災害については「平成十八年十月六日から同月九日までの間の暴風雨及び豪雨による災害についての激甚災害並びにこれに対し適用すべき措置の指定に関する政令（平成十九年政令第五十三号）」により激甚災害に指定された。

## 被害状況
- 死者・行方不明者 50人
- 負傷者 57人
- 住家の全半壊一部破損 1,154棟
- 床上床下浸水 1,206棟
- 船舶の沈没・流出・破損 1,038隻 [15]

## 海難事故
この低気圧に伴う荒天により本州の太平洋側で海難事故が続発し、犠牲者は海難によるものだけで33名（死者19名・行方不明者14名）に上った。特に10月6日には、わずか1日の間に重大海難が2件も発生するなど、極めて異例の大規模災害となった。この期間に相次いで発生した主な海難は以下の3件である（いずれも「重大海難事件」に指定された）。
- 10月6日
  - 茨城県鹿島港沖で、パナマ船籍の貨物船「ジャイアント・ステップ」が座礁（死者8名・行方不明者2名）[20][21]。
  - 宮城県女川港沖で、さんま漁船「第七千代丸」が転覆（死者9名・行方不明者7名）[22]。
- 10月8日
  - 静岡県下田港沖で、遊漁船「第三明好丸」が転覆（死者2名・行方不明者5名）[23]。

## 山岳遭難
荒天に伴い、海難事故だけでなく山岳遭難も多発した。長野県の白馬岳では、10月7日に登山パーティーをしていた7名が吹雪により遭難し、4名が死亡した。この「白馬岳遭難事故」は、後に訴訟沙汰にまで発展している。また、奥穂高岳や御嶽山、前穂高岳などでも疲労凍傷による死傷者が出た。

## 災害の特徴
この大規模な低気圧災害は、台風そのものではなく「台風並みの温帯低気圧」によって引き起こされたのが最大の特徴である。さらに特筆すべきなのは、台風ではない別の低気圧が、台風16号と台風17号の影響で急激に発達して大災害をもたらしたということであり（台風16号・17号が発達したわけではない）、こうした珍しい現象は予測が難しいという問題点が露呈した。